# Mistrzostwa Europy w Lekkoatletyce 2010 – skok wzwyż mężczyzn
Skok wzwyż mężczyzn – jedna z konkurencji rozegranych podczas lekkoatletycznych mistrzostw Europy na Estadi Olímpic Lluís Companys w Barcelonie.
Do rywalizacji w skoku wzwyż przystąpiło trzech reprezentantów Polski: Sylwester Bednarek, Konrad Owczarek oraz mistrz Polski Wojciech Theiner.

## Terminarz
| Data     | Godzina |            |
| -------- | ------- | ---------- |
| 27 lipca | 19:10   | Eliminacje |
| 29 lipca | 18:30   | Finał      |

## Rekordy
Tabela prezentuje rekord świata, Europy oraz czempionatu Starego Kontynentu, a także najlepsze rezultaty w Europy i na świecie w sezonie 2010 przed rozpoczęciem mistrzostw.
| Rekord świata            | Javier Sotomayor | 2.45 | Salamanka | 27 lipca 1993   |
| Rekord Europy            | Patrik Sjöberg   | 2.42 | Sztokholm | 30 czerwca 1987 |
| Rekord mistrzostw Europy | Andriej Silnow   | 2.36 | Göteborg  | 9 sierpnia 2006 |
| Listy światowe           | Iwan Uchow       | 2.34 | Monako    | 22 lipca 2010   |
| Listy europejskie        | Iwan Uchow       | 2.34 | Monako    | 22 lipca 2010   |

## Rezultaty
| Poz. – pozycja \| CR – rekord mistrzostw \| NR – rekord kraju \| PB – rekord życiowy \| DNS – nie wystartował \| WL - najlepszy wynik w tym sezonie na świecie |
| SB – najlepszy wynik w sezonie \| X – zrzutka \| o – próba zaliczona \| – – pominięcie próby \| NM – niezaliczenie żadnej próby                                |

### Eliminacje
Do zawodów przystąpiło 27 skoczków krajów. Zawodnicy w rundzie eliminacyjnej zostali podzieleni na 2 grupy: A i B. Aby dostać się do finału, w którym startowało 12 skoczków, należało skoczyć 2,28 (Q). Eliminacje zostały przerwane po skokach na wysokości 2.26 m, ponieważ w tym momencie w konkursie pozostało 9 zawodników. Finałowa 12 została wyłoniona na podstawie dotychczasowych wyników.
| Poz. | Grupa | Zawodnik              | Reprezentacja   | 2.19 | 2.23 | 2.26 | Rezultat | Uwagi |
| ---- | ----- | --------------------- | --------------- | ---- | ---- | ---- | -------- | ----- |
| 1    | B     | Iwan Uchow            | Rosja           | o    | o    | o    | 2.26     | q     |
| 2    | A     | Aleksandr Szustow     | Rosja           | o    | o    | o    | 2.26     | q     |
| 3    | A     | Marco Fassinotti      | Włochy          | xxo  | o    | o    | 2.26     | q     |
| 4    | A     | Aleksiej Dmitrik      | Rosja           | xxo  | xo   | o    | 2.26     | q     |
| 5    | A     | Jaroslav Bába         | Czechy          | o    | xo   | xo   | 2.26     | q     |
| 6    | B     | Konstandinos Baniotis | Grecja          | o    | xxo  | xo   | 2.26     | q     |
| 7    | A     | Martyn Bernard        | Wielka Brytania | xo   | xxo  | xo   | 2.26     | q     |
| 8    | B     | Linus Thörnblad       | Szwecja         | o    | o    | xxo  | 2.26     | q     |
| 9    | A     | Ołeksandr Nartow      | Ukraina         | xxo  | o    | xxo  | 2.26     | q, SB |
| 10   | A     | Peter Horak           | Słowacja        | o    | o    | xxx  | 2.23     | q     |
| 11   | B     | Tom Parsons           | Wielka Brytania | o    | o    | xxx  | 2.23     | q     |
| 12   | A     | Sylwester Bednarek    | Polska          | o    | xo   | xxx  | 2.23     | q     |
| 13   | B     | Wojciech Theiner      | Polska          | xo   | xo   | xxx  | 2.23     |       |
| 14   | A     | Filippo Campioli      | Włochy          | o    | xxo  | xxx  | 2.23     |       |
| 15   | B     | Wiktor Ninow          | Bułgaria        | xo   | xxo  | xxx  | 2.23     |       |
| 16   | B     | Konrad Owczarek       | Polska          | o    | xxx  | –    | 2.19     |       |
| 17   | B     | Andrij Procenko       | Ukraina         | o    | xxx  | –    | 2.19     |       |
| 18   | B     | Silvano Chesani       | Włochy          | xo   | xxx  | –    | 2.19     |       |
| 18   | A     | Mihai Donisan         | Rumunia         | xo   | xxx  | –    | 2.19     |       |
| 18   | B     | Normunds Pupols       | Łotwa           | xo   | xxx  | –    | 2.19     |       |
| 21   | B     | Dmytro Demjaniuk      | Ukraina         | xo   | xxx  | –    | 2.23     |       |
| 21   | A     | Osku Torro            | Finlandia       | xo   | xxx  | –    | 2.19     |       |
| 23   | A     | Martijn Nuijens       | Holandia        | xxo  | xxx  | –    | 2.19     |       |
| 24   | B     | Javier Bermejo        | Hiszpania       | xxx  | –    | –    | 2.15     |       |
| 24   | B     | Rozle Prezelj         | Słowenia        | xxx  | –    | –    | 2.15     |       |
| 26   | A     | Janick Klausen        | Dania           | –    | xxx  | –    | 2.15     |       |
| 27   | A     | Simón Siverio         | Hiszpania       | xxx  | –    | –    | 2.15     |       |

### Finał
| Poz. | Imię i nazwisko       | Narodowość      | #2,19 | #2,23 | #2,26 | #2,29 | #2,31 | #2,33 | #2,35 | Rezultat | Uwagi |
| ---- | --------------------- | --------------- | ----- | ----- | ----- | ----- | ----- | ----- | ----- | -------- | ----- |
|      | Aleksandr Szustow     | Rosja           | o     | o     | o     | xo    | xxo   | o     | xxx   | 2,33     | =WL   |
|      | Iwan Uchow            | Rosja           | o     | xo    | o     | xxo   | xo    | x-    | xx    | 2,31     |       |
|      | Martyn Bernard        | Wielka Brytania | –     | xxo   | x-    | o     | xxx   |       |       | 2,29     | SB    |
| 4    | Linus Thörnblad       | Szwecja         | o     | o     | o     | xo    | xxx   |       |       | 2,29     |       |
| 5    | Jaroslav Bába         | Czechy          | o     | o     | xo    | xxx   |       |       |       | 2,26     |       |
| 6    | Ołeksandr Nartow      | Ukraina         | xo    | xxo   | xo    | xxx   |       |       |       | 2,26     | =SB   |
| 7    | Aleksiej Dmitrik      | Rosja           | xo    | o     | xxo   | xxx   |       |       |       | 2,26     |       |
| 8    | Konstandinos Baniotis | Grecja          | o     | o     | xxx   |       |       |       |       | 2,23     |       |
| 9    | Marco Fassinotti      | Włochy          | o     | xo    | xxx   |       |       |       |       | 2,23     |       |
| 10   | Sylwester Bednarek    | Polska          | o     | xxx   |       |       |       |       |       | 2,23     |       |
| 10   | Peter Horak           | Słowacja        | o     | xxx   |       |       |       |       |       | 2,23     |       |
| –    | Tom Parsons           | Wielka Brytania | xxx   |       |       |       |       |       |       | NM       |       |